# DEUS (banda)
dEUS é uma banda belga formada em 1991 em Antuérpia por Tom Barman (guitarra e voz), Klaas Janzoons (violino), Rudy Trouvé (guitarra), Steff Kamil Carlens (baixo), Julle de Borgher (bateria).
Não tendo uma sonoridade dita "fácil", os dEUS são uma banda com muito público em Portugal, sendo mesmo uma banda de culto.

## Discografia

### Álbuns
- 1994- Worst Case Scenario
- 1996- In a Bar, Under the Sea
- 1999- The Ideal Crash
- 2005- Pocket Revolution
- 2008- Vantage Point
- 2011- Keep You Close
- 2012- Following Sea

### Singles
Worst Case Scenario
- "Suds and Soda"
- "Via" "Hotellounge (Be the Death of Me)"

In A Bar, Under The Sea
- "Theme From Turnpike"
- "Little Arithmethics"
- "Roses"
- "Fell Off The Floor, Man"

The Ideal Crash
- "Instant Street"
- "Sister Dew"
- "The Ideal Crash"

No More Loud Music
- "Nothing Really Ends"

Pocket Revolution
- "If You Don't Get What You Want"
- "7 Days, 7 Weeks"
- "What We Talk About (When We Talk About Love)"
- "Bad Timing"

Vantage Point
- "The Architect"
- "Slow"
- "Eternal Woman"

Keep You Close
- "Constant Now"
- "Keep You Close"

### EP
- 1993- Zea
- 1995- My Sister = My Clock

### Compilações
- 2001- No More Loud Music